# Peleliu (Palau)

Peleliu ist ein administrativer „Staat“ (eine Verwaltungseinheit) der pazifischen Inselrepublik Palau. Er liegt südwestlich von Koror und nordöstlich von Angaur.
Zum Gebiet des Staats Peleliu zählen neben der gleichnamigen Insel Peleliu noch etwa 10 kleinere Inseln; die gesamte Landfläche beträgt 17 km². Die Hauptstadt Kloulklubed liegt im Nordwesten der Hauptinsel. Der Staat besteht laut Verfassung aus den fünf Dörfern (hamlets) Teliu an der Südwestküste grenzt im Norden an Ngerkeukl, Ngesias im Zentrum, Ngerdelolk an der Ostküste und Ngerchol im nördlichen Teil der Insel. Im gesamten Verwaltungsgebiet leben 470 Menschen (Stand 2020).
Zum Staat Peliliu gehören u. a. folgende Inseln:

| Inselname     | Fläche (km²), ca. | Einwohner | Geokoordinate       |
| ------------- | ----------------- | --------- | ------------------- |
| Peleliu       | 12,8              | 571       | 7° 1′ N, 134° 15′ O |
| Ngercheu      | 0,93              | 0         | 7° 6′ N, 134° 17′ O |
| Ngesebus      | 0,95              | 0         | 7° 3′ N, 134° 16′ O |
| Ngurungor     | 0,54              | 0         | 7° 1′ N, 134° 16′ O |
| Kongauru      | 0,34              | 0         | 7° 4′ N, 134° 16′ O |
| Murphy Island | 0,02              | 0         | 7° 4′ N, 134° 17′ O |